# Salami

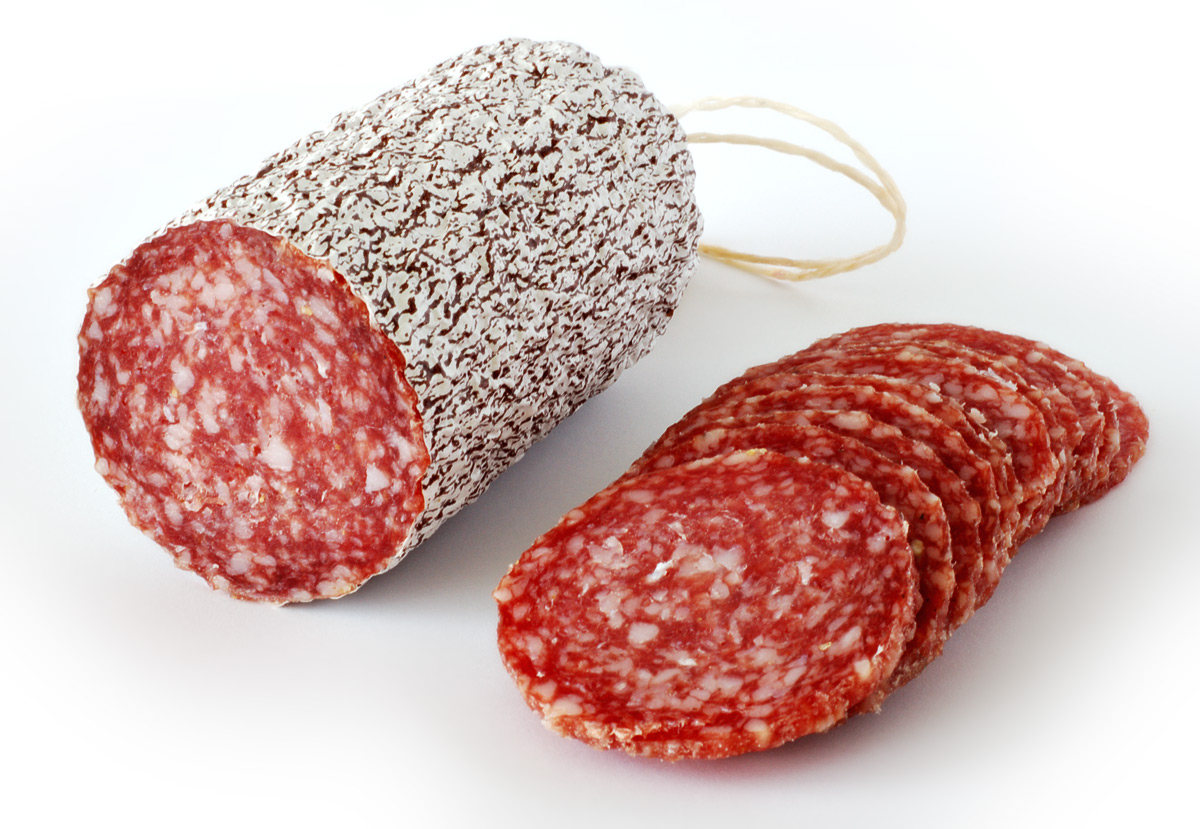
Wintersalami

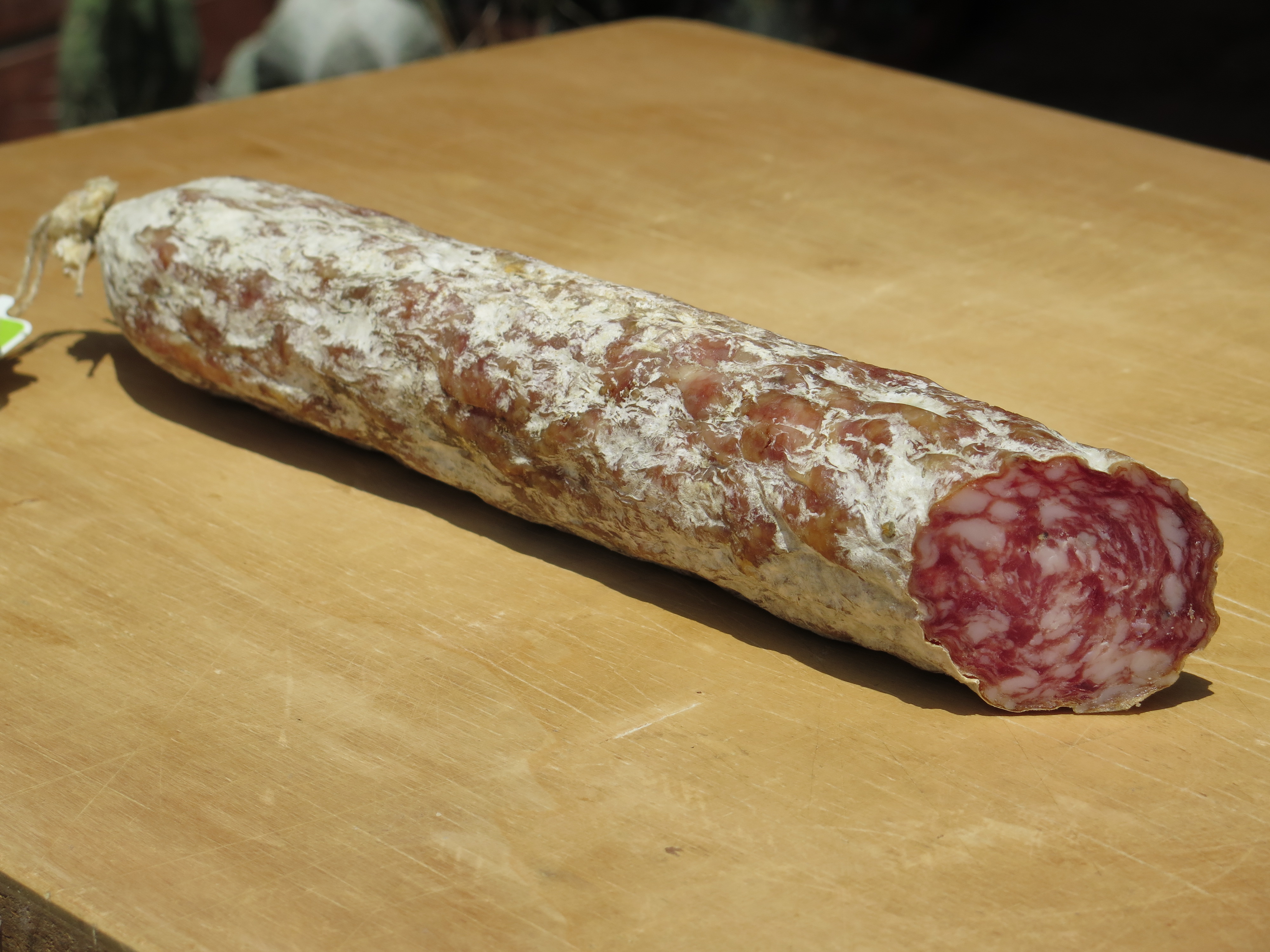
Italiensk salami (Friuli)

Salami är ett samlingsnamn på mjölksyrefermenterade, lufttorkade, saltade och kryddade tjocka korvar från länder som till exempel Italien, Spanien och Ungern. Salamin görs på malt kött (mestadels fläsk- eller nötkött), bacon eller vegetarisk bas och kryddor. Den kan förseglas med sockerlösning på utsidan, hängas och rökas. Alternativa köttsorter kan vara vildsvin, häst eller lamm, i vissa fall kalkon eller kyckling. Salami används mest som smörgåspålägg, kan serveras som förrätt och är en viktig ingrediens i det italienska kökets grytor, fyllningar, pastarätter och soppor. Den serveras ofta i tunna skivor, där skivornas tjocklek minskar med tilltagande smakstyrka i korven. Salamin är smaksatt med olika kryddor, beroende på sitt ursprungsland. Kryddor som ofta används är svartpeppar, vitpeppar, kryddpeppar, paprika, vitlök, muskotnöt, koriander, fänkål, tryffel, vin och konjak.
- Italiensk salami
- Spansk salami, Salchichón, är kryddad med hela svartpepparkorn.
- Ungersk salami: Vintersalamin är kryddad med salt, vitpeppar, kryddpeppar och mild sötpaprika. I delikatessalamin används vitlök, svartpeppar, vitpeppar, söt och stark paprika, kryddpeppar, muskotnöt, vin eller konjak, socker och salt som kryddor. I paprikasalami används söt paprika, stark paprika, svartpeppar, vitpeppar, vitlök och muskotnöt. Stark paprikasalami innehåller nötkött, fläsk, stark paprika, brödkummin och socker.
- Svensk vegetarisk Salami - Pärsons Vegoskivor Salami[1]

Skivad salami har givit upphov till uttrycket salamitaktik.